# Archos

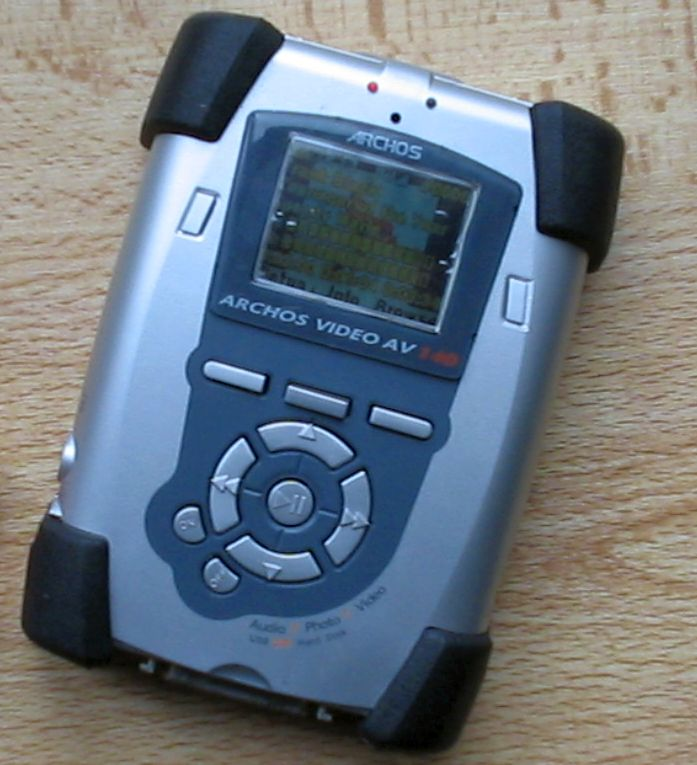
Archos AV140-multimediaspeler

Archos is een Frans bedrijf dat zich bezighoudt met de digitale-entertainmentindustrie. Archos is in 1988 opgericht door Henri Crohas.
Het bedrijf fabriceert zakelijke- en consumentenproducten op het gebied van Smartphones, Tablets, digitale muziek, waaronder draagbare harde schijven, cd-spelers en draagbare apparaten, waarop de gebruiker muziekbestanden kan beluisteren.
Archos werd in 2002 bekend door de introductie van de eerste draagbare video-speler - de gangbare afkorting is PMP dat staat voor Portable Media Player  -  de Archos Jukebox Multimedia; een walkman met een harde schijf en lcd-schermpje waarop behalve digitale muziek (mp3) ook digitale videobestanden (in DivX-formaat) kunnen worden afgespeeld.
In 2010 heeft Archos als een van de eerste leveranciers nieuwe Tablets aangekondigd, die op het Android besturingssysteem draaien. Inmiddels is het een vooraanstaand merk op gebied van met name Smartphones en Tablets.
Concurrenten zijn onder meer iriver en Apple, maar tevens de overige vooraanstaande A-merken.